# God (groupe)
 (juillet 2019).
Si vous disposez d'ouvrages ou d'articles de référence ou si vous connaissez des sites web de qualité traitant du thème abordé ici, merci de compléter l'article en donnant les références utiles à sa vérifiabilité et en les liant à la section « Notes et références ».
Pour les articles homonymes, voir God.
Groove Over Dose, ou god (hangeul : 지오디 ; RR : ji-o-di), est un groupe de pop music originaire de Corée du Sud composé de 5 membres. 
Après leurs débuts en 1999, le groupe devient l'un des boys bands les plus populaires du début des années 2000 en Corée du Sud,. En 2005, les activités du groupe sont suspendues après le départ de l'un de ses membres, et chacun poursuit une carrière solo dans l'industrie du divertissement. Le groupe se retrouve de nouveau au complet en juillet 2014. g.o.d est principalement connu pour ses paroles racontant des histoires et pour leur style distinctif mêlant RnB, funk et rap.

## Discographie

### Albums studio
- 1999 : Chapter 1
- 1999 : Chapter 2
- 2000 : Chapter 3
- 2001 : Chapter 4
- 2002 : Chapter 5: Letter
- 2004 : An Ordinary Day (보통날)
- 2005 : Into the Sky (하늘속으로)
- 2014 : Chapter 8

### Compilation
- 2019 : Then & Now